# Prix international d'astronautique
Le prix international d'Astronautique est le second grand prix international décerné par la Société astronomique de France (SAF). 

## Historique
Fondé par Robert Esnault-Pelterie (REP) et André Louis-Hirsch, banquier parisien, c'était le premier prix mondial d'astronautique. Il s'appelait à l'origine le prix REP-Hirsch en l'honneur de ses deux fondateurs.
L'idée de créer le prix est née lors d'un dîner que Louis-Hirsch et Esnault-Pelterie organisèrent à Paris le 26 décembre 1927. Leurs invités discutèrent de la science émergente du voyage spatial, qu'ils appelèrent "l'astronautique" à la suggestion de l'écrivain de science-fiction J.-H. Rosny aîné.
Le prix a été décerné pendant une décennie avant d'être interrompu en raison de la Seconde Guerre mondiale. Le prix a contribué à stimuler l'intérêt pour le nouveau domaine de l'astronautique et a encouragé les pionniers.
Durant 80 ans, le prix est tombé dans l'oubli. En 2019, à la faveur de la renaissance de la Commission Astronautique et Techniques Spatiales de la SAF, le prix est remis au goût du jour.

## Lauréats
- 1929 : Hermann Oberth et deux « mentions spéciales » à Walter Hohmann et à John Deisch[6],[7]
- 1931 : Pierre Montagne[8]
- 1934 : Pierre Montagne, et Ary Sternfeld (prix d'encouragement)[9]
- 1935 : Louis Damblanc[10]
- 1936 : American Rocket Society et Alfred Africano[11],[12]
- 1938 : Giovanni Serragli[13]
- 1939 : Frank J. Malina (médaille de vermeil) et Nathan Carver (médaille d'argent)[14]
- 2019 : Jacques Blamont[15]
- 2020 : Makoto Yoshikawa, chef de la mission Hayabusa 2 de la JAXA[16]
- 2021 : Philippe Lognonné (IPGP) et Philippe Laudet (CNES) pour le sismomètre SEIS de la mission Mars InSight de la NASA[17]
- 2022 : Pernelle Bernardi (Observatoire de Paris) et Sylvestre Maurice (Institut de recherche en astrophysique et planétologie) pour la caméra SuperCam du rover Perseverance de la mission Mars 2020 (mission spatiale) de la NASA[18]
- 2023 : Manuel Rodrigues (ONERA) pour la mission spatiale Microscope.
- 2024 : Roger-Maurice Bonnet pour l'ensemble de sa carrière à l'Agence spatiale européenne, au CNES et ses activités au COSpAR.